# Zwartsluis

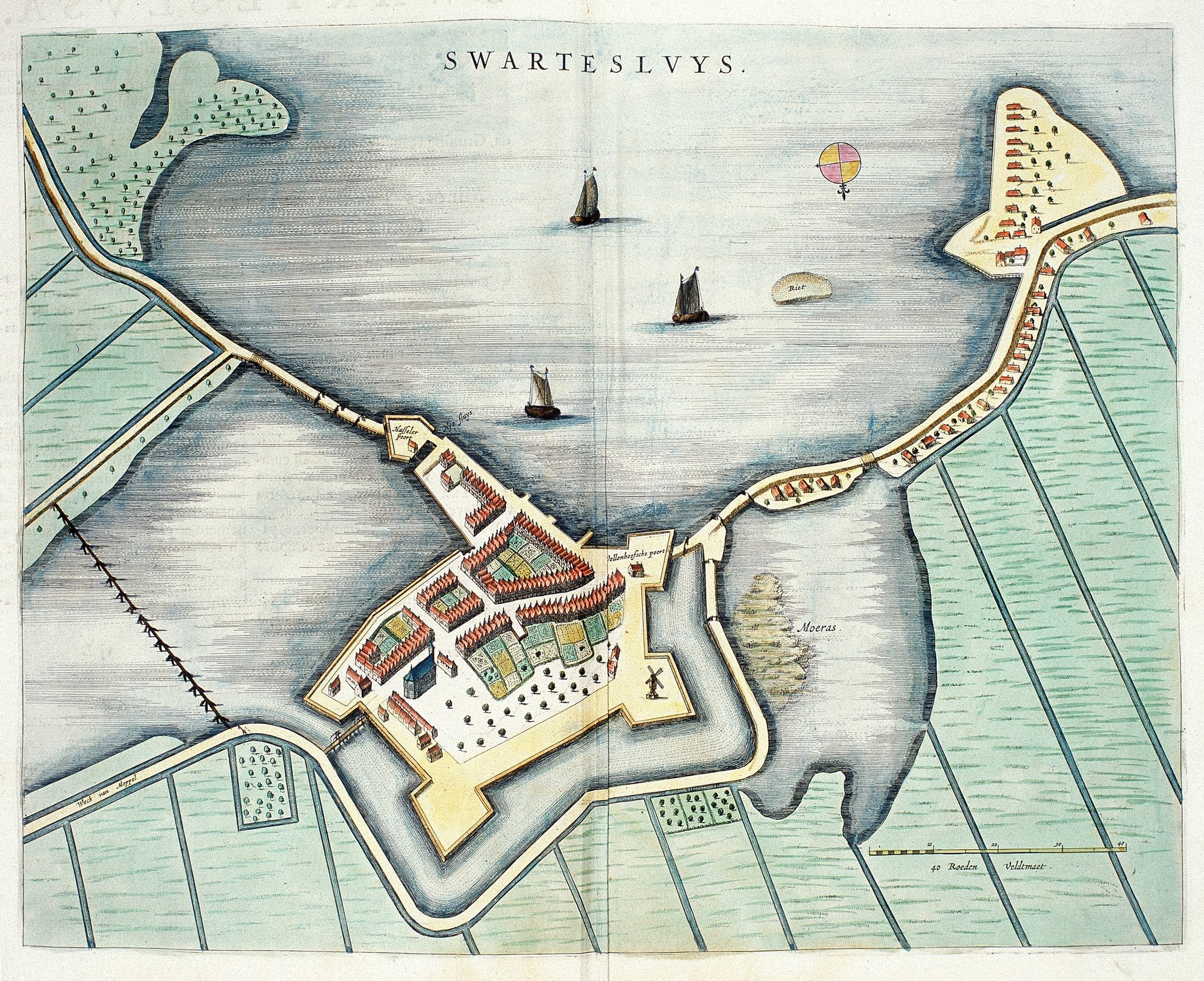
Zwartsluis in 1649 door J. Blaeu

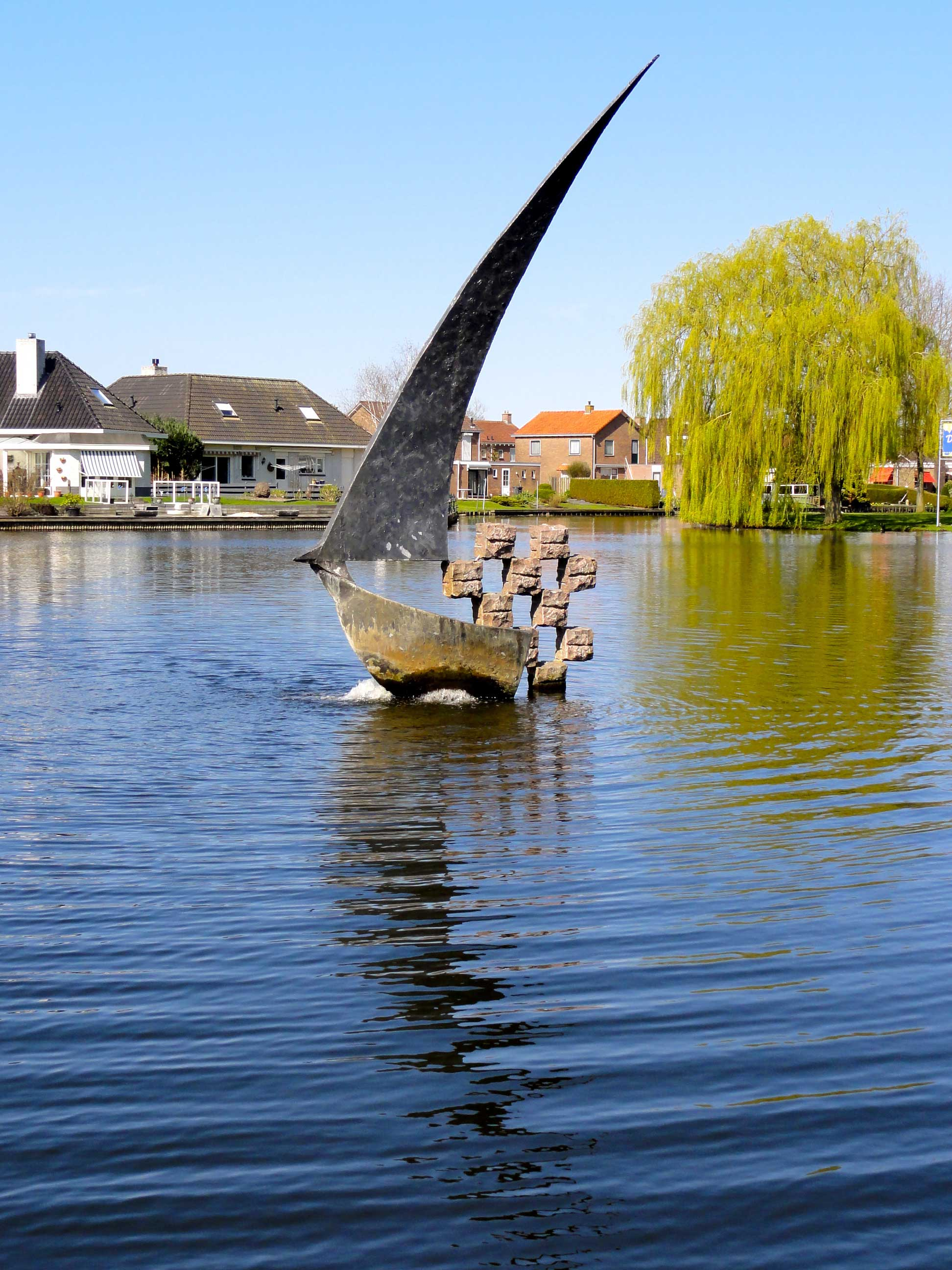
Het beeld "De Veenvaart" (Hans Mes, 2000) drukt de historische verbondenheid van Zwartsluis met de turfwinning uit.

Zwartsluis (Nedersaksisch: De Sluus) is een Nederlands dorp en een Nederlandse havenplaats in de gemeente Zwartewaterland, Overijssel, gelegen op de plek waar het Zwarte Water en het Meppelerdiep samenkomen. Op 1 januari 2023 telt het dorp 4.955 inwoners. Iemand uit Zwartsluis wordt in het regionaal dialect een Sluziger of Bleistarte (Bleistært) genoemd.
Tot 2001 was Zwartsluis een zelfstandige gemeente, daarna ging het samen met Hasselt en Genemuiden op in Zwartewaterland.

## Geschiedenis
In 1398 werd de haven Swarte Sluys voor het eerst genoemd. Zwartsluis is doorvoerhaven geweest voor turf uit Drenthe richting Holland. Tegenwoordig wordt de haven vooral gebruikt door recreanten en vindt men er werkgelegenheid in de scheepsbouw.

### Fortresse
In 1527 werd Zwartsluis tot een schans omgebouwd door hertog Karel van Gelre. Tijdens de Tachtigjarige Oorlog werd de schans verder uitgebouwd tot fortresse en was zij enkele malen onderdeel van de strijd tegen de Spaanse troepen.
De Fortresse Zwartsluis werd in 1672 nog ingenomen door bisschop Bernard von Galen, die de schans verder versterkte. Nadat Zwartsluis in 1674 weer in handen was gekomen van de Republiek, raakte de vesting in verval. In de 18e eeuw was Zwartsluis zijn vestingstatus definitief kwijtgeraakt.

### Joodse inwoners
Tussen 1765 en 1798 was Zwartsluis de plaats waar uit een wijde omtrek veel Joodse gezinnen hun pasgeboren jongetjes lieten besnijden. In het bewaard gebleven besnijdenisregister zijn plaatsnamen als Dwingeloo, Lemmer, Kampen en Blokzijl terug te vinden.

### Openbaar vervoer
Van 1914 tot 1934 had Zwartsluis een halte aan de tramlijn van Zwolle naar Blokzijl (via Hasselt – Zwartsluis – Vollenhove). Daarna nam de busmaatschappij De Noord-Westhoek (NWH) het reizigersvervoer over op deze route.

### Sluizen
In Zwartsluis liggen vier sluizen die allen aan het Zwarte Water uitkomen. Van west naar oost zijn dit de Arembergersluis, de Grote Kolksluis, de Staphorstersluis en de Meppelerdiepsluis. Bij deze laatste ligt ook het Gemaal Zedemuden. Deze werken liggen bij de uitmonding van het Meppelerdiep.

## Onderwijs
In Zwartsluis zijn twee basisscholen. De Wijngaard is een protestants-christelijke school en De Aremberg geeft openbaar onderwijs.
In Zwartsluis is een onderdeel van het christelijke Agnieten College voor voortgezet onderwijs gevestigd.

## Religie
De Hervormde Gemeente (PKN) telt ruim 950 leden. De Gereformeerde Kerk (PKN) heeft ongeveer 1100 leden. De Nederlandse Gereformeerde Kerk telt ruim 250 leden. Deze drie kerken beleggen hun avonddienst gezamenlijk. De Christelijke Gereformeerde Kerk van Zwartsluis is in 2008 opgegaan in de CGK van Genemuiden. 
De Doopsgezinde gemeente en de Nederlands Gereformeerde Kerk zijn in Zwartsluis niet meer actief nadat deze in de jaren '90 en '00 werden opgegeven of fuseerden. 

## Media
Zwartsluis heeft drie verschillende nieuwsvoorzieningen. Aan de Purperreigerlaan is de studio gevestigd van ZwartewaterFM, de lokale omroep van de gemeente Zwartewaterland. Voorloper van deze zender was de ROOZ (Radio Omroep Organisatie Zwartsluis). Het Zwartsluizer Reclameblad was een nieuws- en advertentieblad dat wekelijks op dinsdag verscheen. Deze krant is nu samen gegaan met de stadskoerier. De laatste zwartsluizer reclameblad werd uitgegeven in 2024. Deze versie had 1 pagina erin van de allereerste versie van de krant. Dit was een uitgave van Drukkerij Kuiper, ook uitgever van De Nieuwsbode (krant in Bederwiede). Verder is het online-nieuwsmedium 'Zwartsluis Actueel' een bekende spreekbuis in en voor het dorp. Daarnaast publiceren De Stentor, De Stadskoerier, RTV Oost en De Meppeler Courant regelmatig over het dorp, maar dit zijn streekmedia.

## Sport en spel
Zwartsluis heeft een sjoelvereniging genaamd De Vrolijke Schoevers. Verder is er de voetbalclub DESZ, de volleybalvereniging Pegasus, de lawntennisvereniging LTVZ, de zwemvereniging ZvZ (Zwem Vereniging Zwartsluis) en de tafeltennisvereniging T.T.V. Zwartsluis, trainingsstudio Sportbalanz.

## Muziek
Zwartsluis heeft een muziekvereniging, genaamd 'Voorwaarts'. Deze is opgericht in 1922. Muziekvereniging 'Voorwaarts' bestaat uit een harmonieorkest en een malletband. Muziekvereniging 'Voorwaarts' is op 21 april 1997 onderscheiden met de Koninklijke Erepenning. Ook had Zwartsluis een majorette-vereniging, maar deze is in 2010 gestopt.  

## Monumenten
- Lijst van rijksmonumenten in Zwartsluis
- Lijst van gemeentelijke monumenten in Zwartsluis

## Geboren in Zwartsluis
- Eelco Gelling (12 juni 1946), gitarist van Cuby + Blizzards
- Stieneke van der Graaf (7 oktober 1984), politica en Tweede Kamerlid
- Johannes Kielstra (13 november 1878 - Monaco, 1 april 1951), hoogleraar, gouverneur van Suriname en diplomaat
- Jan de Koning (31 augustus 1926 - Leiden, 9 oktober 1994), politicus
- Nel Meijer (12 Juli 1900 - Meppel, 29 maart 1979), verzetsstrijdster
- Afke Schaart (24 oktober 1973), politica
- Toon Slurink (2 augustus 1916 - Woeste Hoeve, 8 maart 1945), verzetsstrijder